# Circonscription de la Lozère
La circonscription de la Lozère est, depuis 2012, l'unique circonscription législative que compte le département français de la Lozère (48), situé en région Occitanie. Ses limites épousent celles du département. Elle regroupe les précédentes première et deuxième circonscriptions.
Avec la Creuse, la Lozère est l'un des deux départements métropolitains à ne compter qu'une circonscription. Une circonscription unique existe également entre 1852 et 1870, sous le Second Empire.

## Description géographique et démographique
La circonscription de la Lozère est délimitée par le découpage électoral de 2010, en vigueur à compter des élections législatives françaises de 2012. Elle comprend l'ensemble des 25 cantons du département.

## Historique des députations
| Législature | Début de mandat | Fin de mandat | Député                    | Parti politique | Observations                                                                           |
| ----------- | --------------- | ------------- | ------------------------- | --------------- | -------------------------------------------------------------------------------------- |
| XIVe        | 20 juin 2012    | 20 juin 2017  | Pierre Morel-À-L'Huissier | UMP → LR        | Conseiller général du canton de Fournels Maire de Fournels                             |
| XVe         | 21 juin 2017    | 21 juin 2022  | Pierre Morel-À-L'Huissier | LR → UDI        |                                                                                        |
| XVIe        | 22 juin 2022    | 9 juin 2024   | Pierre Morel-À-L'Huissier | UDI             | Mandat écourté à la suite d'une dissolution parlementaire décidée par Emmanuel Macron. |
| XVIIe       | 8 juillet 2024  | En cours      | Sophie Pantel             | PS              |                                                                                        |

## Historique des élections

### Élections de 2012
| Candidat       | Candidat                                | Parti                    | Premier tour | Premier tour | Second tour | Second tour |  |
| Candidat       | Candidat                                | Parti                    | Voix         | %            | Voix        | %           |  |
| -------------- | --------------------------------------- | ------------------------ | ------------ | ------------ | ----------- | ----------- |  |
|                | Sophie Pantel                           | PS                       | 13 272       | 33,08        | 19 726      | 49,48       |  |
|                | Pierre Morel-A-L'Huissier sortant réélu | UMP                      | 11 009       | 27,44        | 20 138      | 50,52       |  |
|                | Francis Saint-Léger sortant             | UMP                      | 7 153        | 17,83        |             |             |  |
|                | Jean-François Pardigon                  | RBM (FN)                 | 3 118        | 7,77         |             |             |  |
|                | Guy Galvier                             | FG (PCF) (Divers gauche) | 2 063        | 5,14         |             |             |  |
|                | Vincent Mathieu                         | Divers                   | 1 703        | 4,25         |             |             |  |
|                | Claude Lhuillier                        | EÉLV                     | 1 112        | 2,77         |             |             |  |
|                | Jean-Luc Galibert                       | NPA (GA)                 | 352          | 0,88         |             |             |  |
|                | Françoise Toledano                      | AÉI                      | 202          | 0,50         |             |             |  |
|                | Annie Souchon                           | LO                       | 78           | 0,19         |             |             |  |
|                | Pascale Blanchon                        | Divers                   | 53           | 0,13         |             |             |  |
|                | Daniel-Léonard Blanc                    | Divers (NEERF)           | 0            | 0,00         |             |             |  |
|                |                                         |                          |              |              |             |             |  |
| Inscrits       | Inscrits                                | Inscrits                 | 59 906       | 100,00       | 59 904      | 100,00      |  |
| Abstentions    | Abstentions                             | Abstentions              | 19 139       | 31,95        | 18 488      | 30,86       |  |
| Votants        | Votants                                 | Votants                  | 40 767       | 68,05        | 41 416      | 69,14       |  |
| Blancs et nuls | Blancs et nuls                          | Blancs et nuls           | 652          | 1,6          | 1 552       | 3,75        |  |
| Exprimés       | Exprimés                                | Exprimés                 | 40 115       | 98,4         | 39 864      | 96,25       |  |

### Élections de 2017
|                                                                  |                                                             |                           |                           |                          |                          |
|                                                                  |                                                             | Premier tour 11 juin 2017 | Premier tour 11 juin 2017 | Second tour 18 juin 2017 | Second tour 18 juin 2017 |
|                                                                  |                                                             |                           |                           |                          |                          |
|                                                                  |                                                             | Nombre                    | % des inscrits            | Nombre                   | % des inscrits           |
| Inscrits                                                         | Inscrits                                                    | 59 443                    | 100,00                    | 59 436                   | 100,00                   |
| Abstentions                                                      | Abstentions                                                 | 24 139                    | 40,61                     | 26 522                   | 44,62                    |
| Votants                                                          | Votants                                                     | 35 304                    | 59,39                     | 32 914                   | 55,38                    |
|                                                                  |                                                             |                           | % des votants             |                          | % des votants            |
| Bulletins blancs                                                 | Bulletins blancs                                            | 619                       | 1,75                      | 2 496                    | 7,58                     |
| Bulletins nuls                                                   | Bulletins nuls                                              | 389                       | 1,10                      | 1 377                    | 4,18                     |
| Suffrages exprimés                                               | Suffrages exprimés                                          | 34 296                    | 97,14                     | 29 041                   | 88,23                    |
|                                                                  |                                                             |                           |                           |                          |                          |
| Candidat Étiquette politique (partis et alliances)               | Candidat Étiquette politique (partis et alliances)          | Voix                      | % des exprimés            | Voix                     | % des exprimés           |
|                                                                  |                                                             |                           |                           |                          |                          |
|                                                                  | Pierre Morel-À-L'Huissier (député sortant) Les Républicains | 10 600                    | 30,91                     | 16 440                   | 56,61                    |
|                                                                  | Francis Palombi La République en marche                     | 7 427                     | 21,66                     | 12 601                   | 43,39                    |
|                                                                  | Aurélie Maillols Parti socialiste                           | 4 495                     | 13,11                     |                          |                          |
|                                                                  | Christian Causse La France insoumise                        | 3 335                     | 9,72                      |                          |                          |
|                                                                  | Emmanuel Gerstner Front national                            | 2 369                     | 6,91                      |                          |                          |
|                                                                  | Serge Gayssot Parti communiste français                     | 2 294                     | 6,69                      |                          |                          |
|                                                                  | Régis Turc Divers droite                                    | 2 291                     | 6,68                      |                          |                          |
|                                                                  | Marie-Hélène Dupy Parti pour la décroissance                | 557                       | 1,62                      |                          |                          |
|                                                                  | Loïc Marchand Debout la France                              | 383                       | 1,12                      |                          |                          |
|                                                                  | Frédéric Delplace Parti de la France                        | 208                       | 0,61                      |                          |                          |
|                                                                  | Édith Paradis Union populaire républicaine                  | 170                       | 0,50                      |                          |                          |
|                                                                  | Annie Souchon Lutte ouvrière                                | 167                       | 0,49                      |                          |                          |
| Source : Ministère de l'Intérieur - Circonscription de la Lozère |                                                             |                           |                           |                          |                          |

### Élections de 2022
| Résultats des élections législatives des 12 et 19 juin 2022 en Lozère |                           |                          |                          |              |              |             |             |
| Candidat                                                              | Candidat                  | Parti et coalition       | Nuance                   | Premier tour | Premier tour | Second tour | Second tour |
| Candidat                                                              | Candidat                  | Parti et coalition       | Nuance                   | Voix         | %            | Voix        | %           |
|                                                                       | Sandrine Descaves,        | LFI (NUPES)              | NUP                      | 8 637        | 25,41        | 14 620      | 45,72       |
|                                                                       | Pierre Morel-À-L'Huissier | LR (UDC)                 | UDI                      | 6 371        | 18,74        | 17 355      | 54,28       |
|                                                                       | Laurent Suau              | LREM (ENS)               | ENS                      | 5 996        | 17,64        |             |             |
|                                                                       | Patrice Saint-Léger       | SE                       | DVD                      | 4 663        | 13,72        |             |             |
|                                                                       | Jean-François Pardigon    | RN                       | RN                       | 3 704        | 10,90        |             |             |
|                                                                       | Christophe Castan         | RES                      | DIV                      | 2 042        | 6,01         |             |             |
|                                                                       | Nicolas Pougnet           | REC                      | REC                      | 1 137        | 3,35         |             |             |
|                                                                       | Francis Palombi           | LREM diss.               | DIV                      | 766          | 2,25         |             |             |
|                                                                       | Dorian Blayac             | PA                       | ECO                      | 339          | 1,00         |             |             |
|                                                                       | Annie Souchon             | LO                       | DXG                      | 267          | 0,79         |             |             |
|                                                                       | Dja Zidoun                | SE classé DVG            | DVG                      | 68           | 0,20         |             |             |
| Votes valides                                                         | Votes valides             | Votes valides            | Votes valides            | 33 990       | 97,19        | 31 975      | 90,12       |
| Votes blancs                                                          | Votes blancs              | Votes blancs             | Votes blancs             | 673          | 1,92         | 2 214       | 6,24        |
| Votes nuls                                                            | Votes nuls                | Votes nuls               | Votes nuls               | 310          | 0,89         | 1 292       | 3,64        |
| Total                                                                 | Total                     | Total                    | Total                    | 34 973       | 100          | 35 481      | 100         |
| Abstention                                                            | Abstention                | Abstention               | Abstention               | 24 942       | 41,63        | 24 435      | 40,78       |
| Inscrits / participation                                              | Inscrits / participation  | Inscrits / participation | Inscrits / participation | 59 915       | 58,37        | 59 916      | 59,22       |

### Élections de 2024
| Candidat                 | Candidat                  | Parti et coalition       | Nuance                   | Premier tour | Premier tour | Second tour | Second tour |
| Candidat                 | Candidat                  | Parti et coalition       | Nuance                   | Voix         | %            | Voix        | %           |
| ------------------------ | ------------------------- | ------------------------ | ------------------------ | ------------ | ------------ | ----------- | ----------- |
|                          | Sophie Pantel             | PS (NFP)                 | UG                       | 15 292       | 35,18        | 19 101      | 43,38       |
|                          | Luc-Étienne Gousseau      | RN                       | RN                       | 14 743       | 33,91        | 17 347      | 39,40       |
|                          | Pierre Morel-À-L'Huissier | UDI                      | DVC                      | 10 451       | 24,04        | 7 579       | 17,21       |
|                          | Michel Guiral             | RES                      | DIV                      | 2 627        | 6,04         |             |             |
|                          | Annie Souchon             | LO                       | EXG                      | 283          | 0,65         |             |             |
|                          | Dja Zidoun                | SE classé DVG            | DVG                      | 77           | 0,18         |             |             |
| Votes valides            | Votes valides             | Votes valides            | Votes valides            | 43 473       | 72,74        | 44 027      | 73,68       |
| Votes blancs             | Votes blancs              | Votes blancs             | Votes blancs             | 913          | 1,53         | 1 112       | 1,86        |
| Votes nuls               | Votes nuls                | Votes nuls               | Votes nuls               | 459          | 0,77         | 505         | 0,85        |
| Total                    | Total                     | Total                    | Total                    | 44 845       | 100          | 45 644      | 100         |
| Abstention               | Abstention                | Abstention               | Abstention               | 14 919       | 24,96        | 14 109      | 23,61       |
| Inscrits / participation | Inscrits / participation  | Inscrits / participation | Inscrits / participation | 59 764       | 75,04        | 59 753      | 76,39       |